# Eurystomus gularis
Eurystomus gularis е вид птица от семейство Coraciidae.

## Разпространение
Видът е разпространен в Ангола, Бенин, Габон, Гана, Гвинея, Екваториална Гвинея, Камерун, Демократична република Конго, Република Конго, Кот д'Ивоар, Либерия, Нигерия, Сиера Леоне, Того, Уганда и Централноафриканската република.